# مارك جنكينز (موسيقي)
مارك جنكينز (بالإنجليزية: Mark Jenkins)‏ هو موسيقي بريطاني، ولد في 1960.

## وصلات خارجية
- مارك جنكينز على موقع IMDb (الإنجليزية)
- مارك جنكينز على موقع ميوزك برينز (الإنجليزية)
- مارك جنكينز على موقع ديسكوغز (الإنجليزية)